# Araranguá
Araranguá é um município litorâneo localizado no extremo sul do estado de Santa Catarina. Localiza-se a uma latitude 28°56'05" sul e a uma longitude 49°29'09" oeste, estando a uma altitude de 13 metros. Segundo as estimativas do IBGE, em 2019 sua população era de 68.228 habitantes, fazendo da cidade a terceira mais populosa da mesorregião Sul Catarinense e a mais populosa da microrregião que carrega o nome da cidade. Possui uma área de 304,05 km².
Desmembrado de Laguna, foi elevado à categoria de município em 3 de abril de 1880, cuja instalação se deu em fevereiro de 1883.
Araranguá caracteriza-se por ser o principal polo regional de comércio e serviços do Extremo Sul Catarinense e na última década como um novo polo de educação no estado. O principal cartão-postal da cidade é o balneário de Morro dos Conventos, distante 10 km do Centro, com praia, dunas, furnas e a foz do Rio Araranguá.

## Etimologia
O nome vem do tupi De arara + kûá: enseada das araras. Enquanto ainda era um distrito de Laguna era conhecido como Campinas do Sul. O município passou a chamar-se Araranguá a partir de 1880, quando foi elevado à categoria de município. Segundo a versão mais popular, o nome foi composto por onomatopéia. A fusão de ararã (papaio grande, arara) com guá (vale, baixada) atribui ao local a denominação de Vale das Araras. Outra versão, como a que une os termos arara e anguá que juntos significariam barulho ou rumor dos papagaios, e a que registra a transformação do termo guarani ararerunguay em araringuá que significa rio de areia preta.

## Contextualização arqueológica e etno-histórica
A história de ocupação da região que hoje abrange o município de Araranguá é bem mais antiga do que a data de sua fundação. Sua ocupação humana tem início com os grupos indígenas sambaquis e posteriormente os ceramistas Jês e Guarani, que fizeram da paisagem litorânea e de encosta seu habitat, tirando da natureza sua subsistência.

### Período pré-colonial
Em Araranguá o registro de ocupação humana data de aproximadamente 6.000 A.P. com a presença dos grupos conhecidos como sambaquieiros que ocuparam vastamente a região litorânea sendo a eles atribuída a construção dos monumentais sambaquis (monte de conchas). Mais recentemente, um pouco antes da colonização europeia nas terras brasileiras,  por volta de 500 A.P chegaram os grupos indígenas conhecidos como Tupi-Guarani (grafia com hífen remete a tradição linguística do grupo) que teriam partido da Amazônia seguindo os grandes rios,  principalmente os Rios Paraguai e Paraná até a foz do Rio da Prata, daí então se voltando para o litoral sul do Brasil.
Nesse panorama de ocupação regional, Araranguá se apresenta como um local de grande potencial arqueológico onde atualmente há 35 (trinta e cinco) sítios arqueológicos pré-coloniais mapeados, relacionados a sambaquis e cerâmico da Tradição Tupiguarani (grafia sem hífen remete a tradição tecnológica do grupo). Entre os mais recentes podemos citar o sítio atribuído a Tradição Tupiguarani denominado Aldeia Lagoa da Serra I.

#### Sambaquis
Os sambaquis são sítios arqueológicos que foram construídos lentamente, durante muitos anos. “É uma palavra de etimologia Tupi (...). 'Tamba' significa conchas e 'Ki' amontoado, que são as características mais marcantes desse tipo de sítio”. Os sambaquis destacam-se como os sítios arqueológicos mais antigos da costa litorânea brasileira.

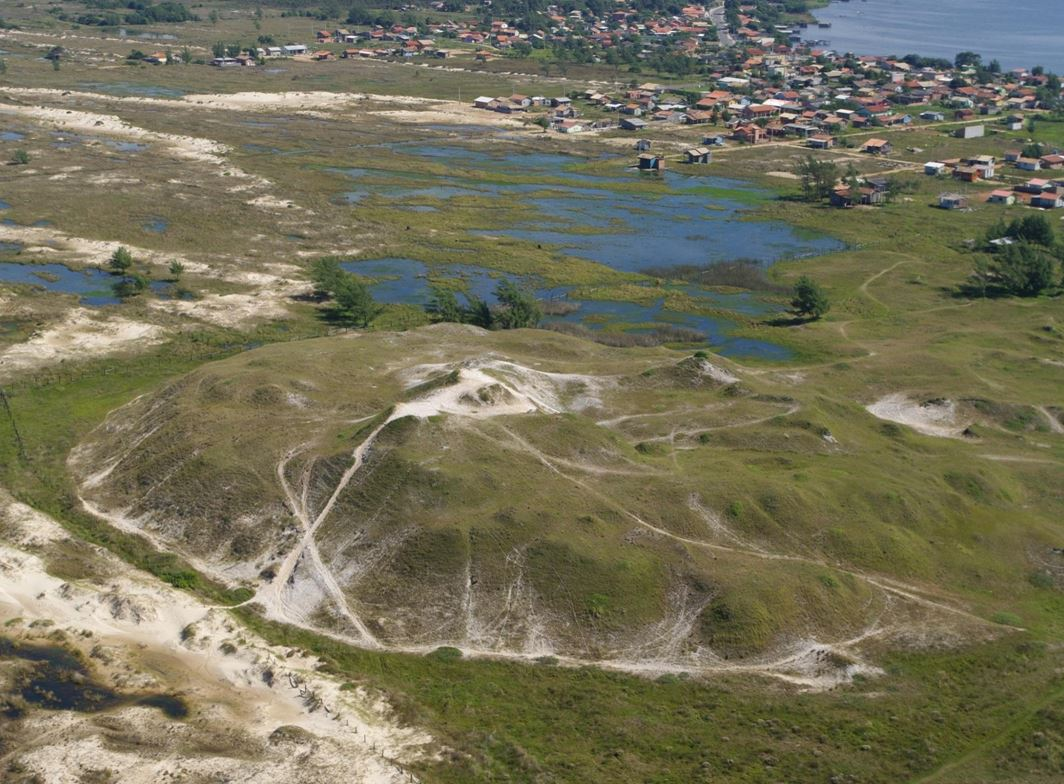
Sambaqui Garopaba do Sul em Jaguaruna, Santa Catarina. Foto: Alexandro Demathé

Possuem forma monticular e são constituídos por sedimento, conchas, berbigões, ostras e moluscos. Os vestígios das ocupações nos sambaquis revelam muitos aspectos de sua cultura, tais como a estratégia ocupacional com feições relacionadas a organização social quando se observam as evidências de sepultamentos por exemplo. É importante descartar também que nas estruturas dos sambaquis são encontradas ostras abertas que possivelmente serviram de alimento e também fechadas, o que demonstra que os sambaquis não são constituídos primordialmente de restos alimentares, e por isso não podem ser classificados como “lixo dos índios”, mas sim um local sagrado elaborado para fins ritualísticos onde eram sepultados os mortos juntamente com alguns objetos ou adornos.

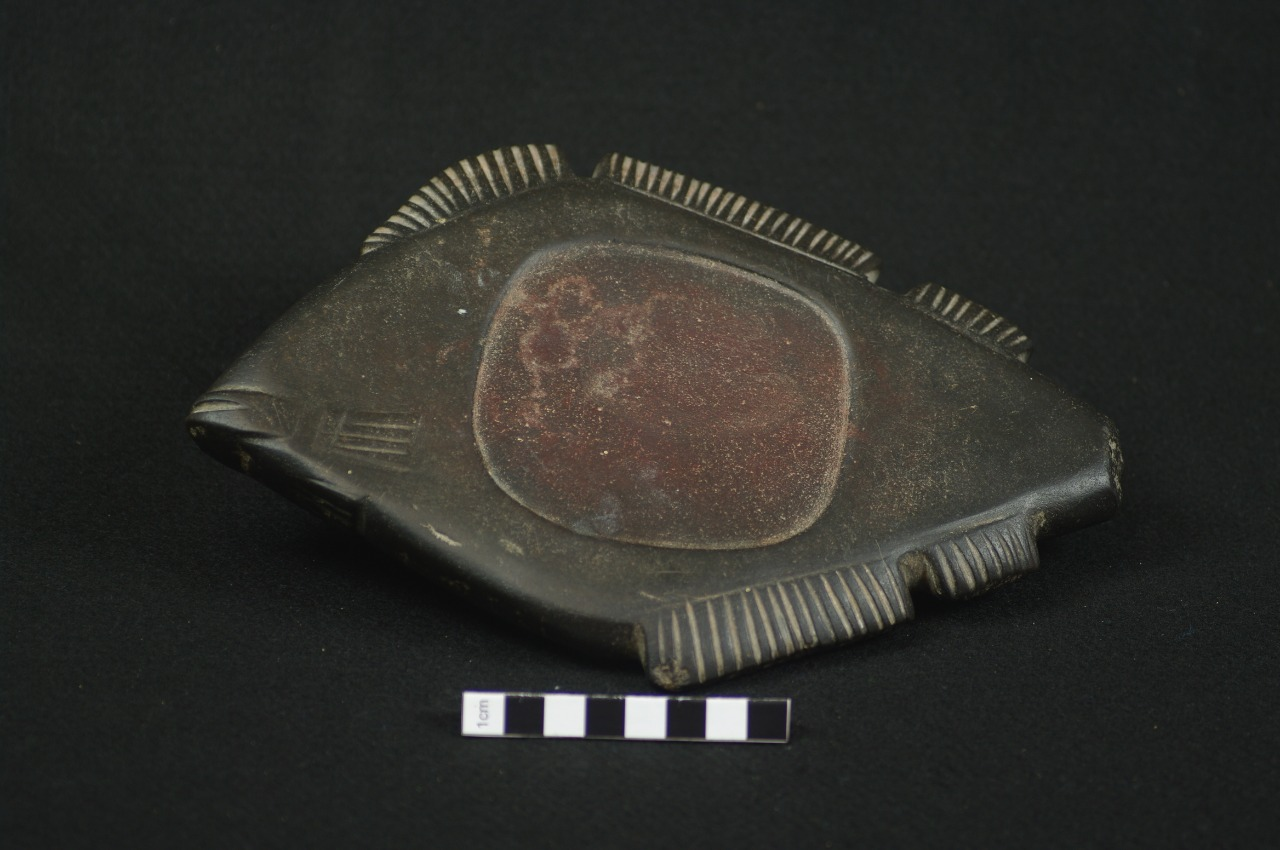
Zoólito em formato de peixe. Foto: Alexandro Demathé. Acervo GRUPEP-Arqueologia

Em sítios arqueológicos são encontrados objetos utilitários feitos em pedra e osso, tais como: quebra coquinho, peso de rede, lâmina de machado, amós e pontas de lança óssea que eram presas em hastes de madeira e utilizadas na captura de pescados. Além de artefatos utilitários, confeccionavam adornos diversos, tais como colares, coroas e tembetás, para isso utilizavam conchas e dentes de animais, como tubarão, porcos-do-mato e jacaré, para pingentes, o que pode ter um significado importante na vida dos sambaquieiros, pois são animais agressivos, apresentando dificuldades para a caça ou a pesca dos mesmos.
Todos esses artefatos citados são encontrados dentro da estrutura monticular do sambaqui e muitas vezes estão associadas a sepultamentos humanos. Ainda, entre os objetos mas que raramente são encontrados podemos destacar as esculturas conhecidas como Zoólitos (zoo = animal, lito = pedra) que impressionam pela aparência fidedigna com os animais que representam tais como, peixes, aves, tatus e outros.

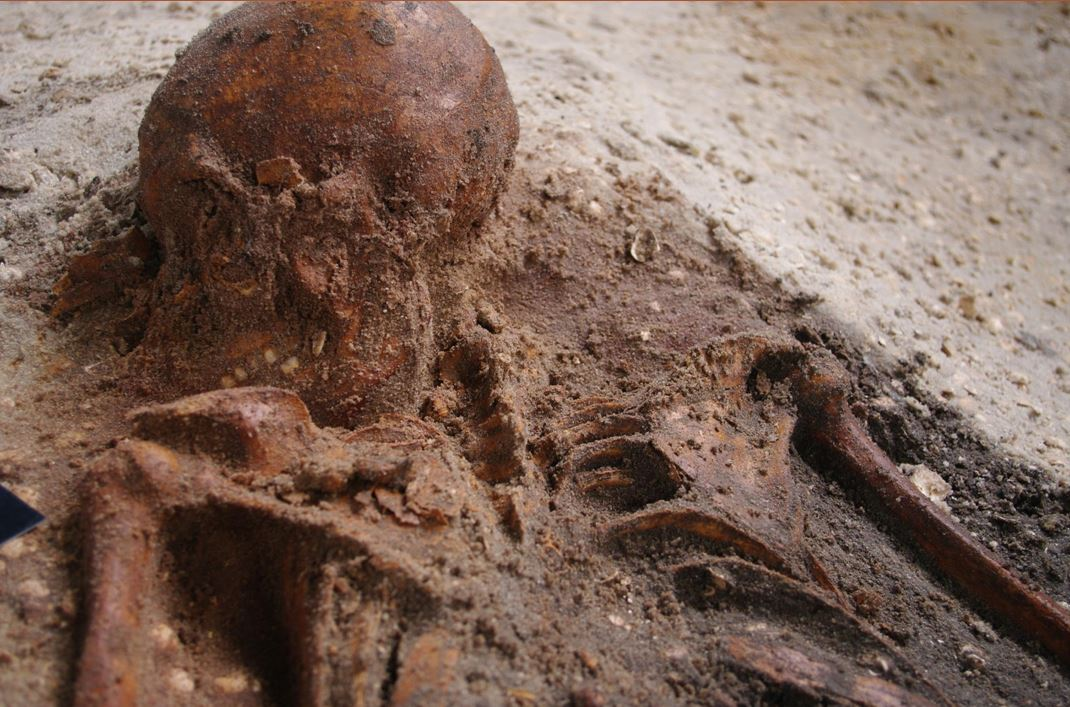
Sepultamento escavado no sambaqui Cabeçuda-01 em Laguna, Santa Catarina. Foto: Alexandro Demathé. Acervo GRUPEP-Arqueologia

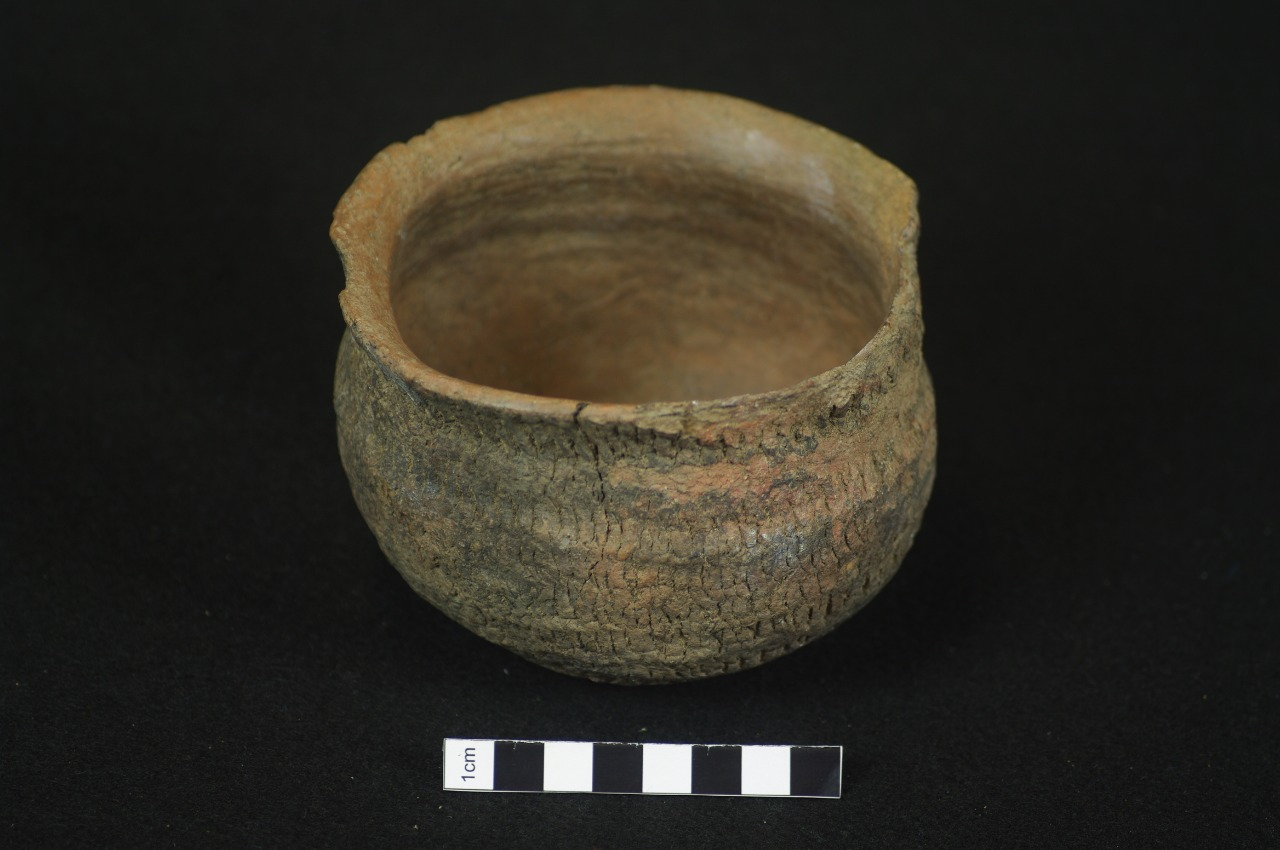
Cerâmica Guarani. Foto: Alexandro Demathé. Acervo GRUPEP-Arqueologia

#### Ceramista - Guarani
Os Ceramistas Guarani chegaram a Santa Catarina por volta de 700 anos A.P. Migraram da Amazônia, seguindo o rio Paraguai e Paraná, até a foz do rio da Prata, voltando-se para o litoral sul do Brasil.
Os Guarani que habitavam o litoral Catarinense são da Tradição Tupiguarani, esta tradição é “fruto de uma relação complexa entre dois tipos de classificações, uma linguística e outra cerâmica, que tem origem na história da pesquisa etnográfica do país.”.
A busca por novos territórios foi motivada por uma série de fatores, nos quais se destacam: uma mudança social e política dentro do sistema organizacional do grupo e a escassez de recursos na região Amazônica gerada pelo fenômeno El Niño que pode ter sido responsável pela famigerada busca pela “Terra sem Males”.

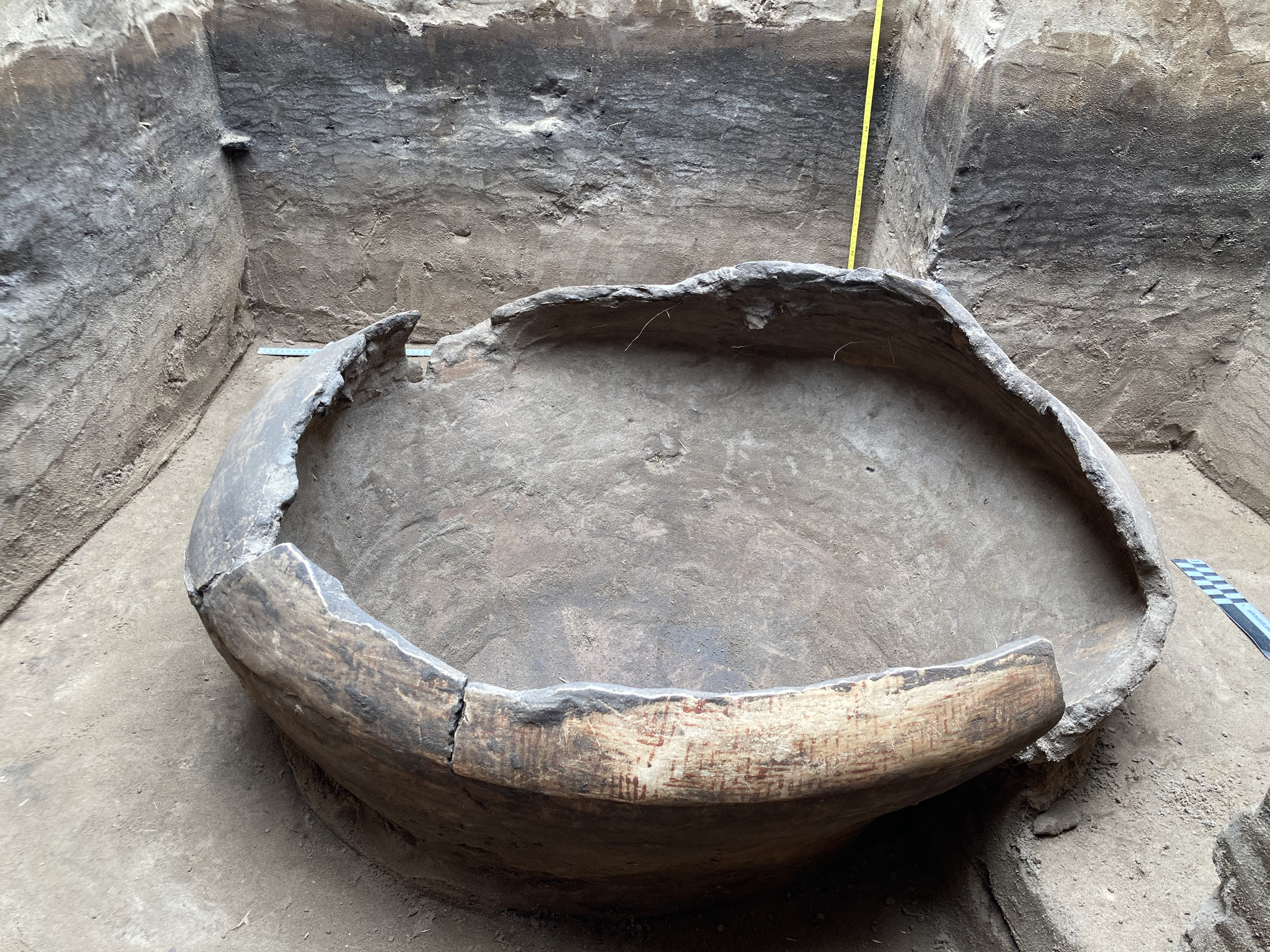
Cerâmica Guarani. Vasilha de tamanho grande escavada pela equipe da Sapienza Arqueologia no sítio arqueológico Aldeia Ribanceira 1, em Imbituba SC. Foto: Sapienza Arqueologia

Construíam suas aldeias geralmente em áreas de posições elevadas, nas encostas dos morros e próximos a rios, locais com boa visibilidade, que proporcionasse melhores condições naturais para sobrevivência do grupo, em especial, o desenvolvimento da agricultura de subsistência, pesca, caça e coleta. Confeccionavam seus artefatos em pedra, madeira e barro, entre os objetos feitos com pedra se destacavam as lâminas de machado polido, os enxós, os afiadores e os tembetás, este último, usado como adorno.  Entre os artefatos em madeira se podem citar as lanças e os arcos de lançar as flechas, esses objetos são raramente identificados nos sítios arqueológicos, uma vez que são constituídos de material degradável, e não resistem ao tempo. Contudo, o artefato cerâmico representado pelas vasilhas e potes são elementos determinantes para a caracterização de um sítio arqueológico Guarani. A confecção desses objetos representa muito além do utilitário cotidiano de cozinhar e armazenar alimentos servia como parâmetro de status social de uma tribo perante outras, e também poderiam servir de urna funerária, quando de tamanho grande, sendo esta sua última finalidade. Além disso, a confecção dessas vasilhas cerâmicas influenciava fortemente na escolha do espaço geográfico para o acampamento do grupo, uma vez que, por variar de tamanho (grande e médio porte) não eram de fácil mobilidade, dificultando o nomadismo e contribuindo para a fixação do grupo em lugares com matéria-prima (argila).

#### Ceramista - Jê

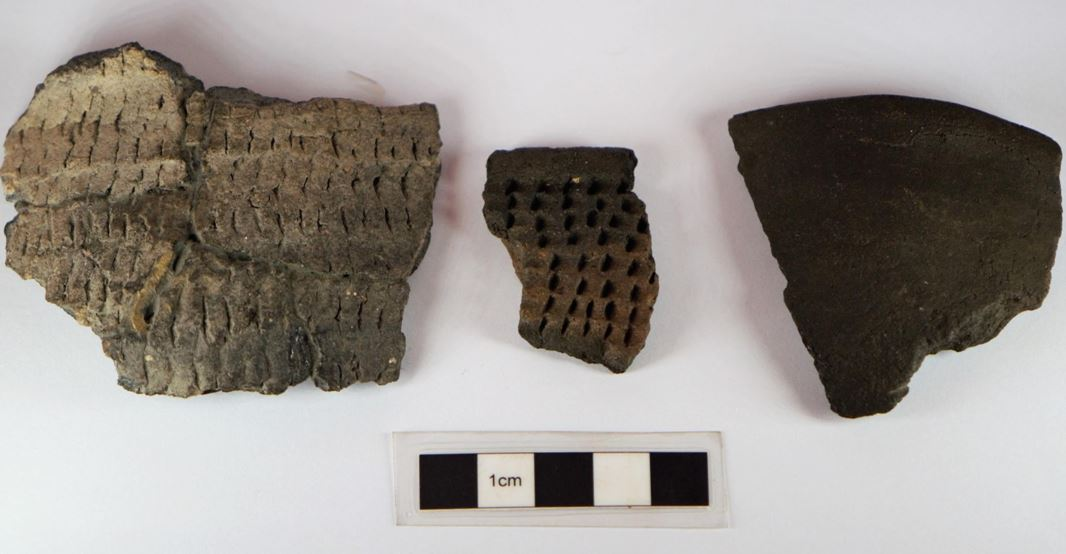
Cerâmica Jê. Foto: Alexandro Demathé. Acerto GRUPEP-Arqueologia

Os ceramistas Jê, migraram do centro-oeste do Brasil e chegaram a Santa Catarina por volta de 1.000 anos A.P. Habitavam regiões da encosta e planalto, porém há registros arqueológicos e etnográficos de ocupação sazonal desses grupos no litoral Catarinense . Desse modo, no inverno aproveitavam a safra de pinhão, e no verão, desciam para o litoral em busca de alternativas alimentares para a subsistência. Em Araranguá não há até o momento registro de sítios arqueológicos atribuídos a esses grupos, no entanto o que se sabe é que os municípios limítrofes localizados próximo a encosta da serra é comum a presença vestígios arqueológicos e dados etno-históricos relacionados a eles.
Viviam em aldeias e possuíam uma média e baixa mobilidade territorial, uma vez que praticavam a horticultura, porém tinham forte dependência da caça e da coleta de frutos. Suas habitações eram basicamente de dois tipos: piso rebaixado e as mais duradouras construídas na superfície do chão. As estruturas de piso rebaixado são atualmente um importante indicador de sítio arqueológico atribuído a esses grupos, já que a depressão no solo é comumente evidenciada de forma rasa, aliada ou não a evidências de carvão e fragmentos líticos e cerâmicos.
A matéria prima utilizada na confecção dos artefatos se resumia a pedra, o barro, e a madeira, esta última porém, não é encontrada em sítios arqueológicos, uma vez que é degradável e não resiste ao tempo. No entanto, como há registro documental de contato desses grupos com os colonizadores europeus, as informações relativas ao modo de vida são bastante abrangentes. Entre os artefatos confeccionados, podemos citar os utilitários feitos em pedra - enxó e lâmina de machado,  os de barro - vasilhas geralmente pequenas e de espessura fina, e os adornos em pedra e madeira conhecidos como tembetás.

### Período colonial (contato entre nativos e colonizadores)
Dentro dos limiares de ocupação indígena quando voltamos para o início da colonização europeia é inevitavelmente dissociar todo o processo conflituoso de contato entre nativos e colonizadores. De acordo com Dall’Alba, muitos são os relatos de moradores e descendentes que descrevem histórias de conflitos entre índigenas e colonizadores. Relatos que apontam as situações de crueldade e conquista de território que resultou em morte dizimando sociedades inteiras.
Ainda dentro desse contexto de contato entre nativos e colonizadores, Zanelatto faz uma análise da representação indígena e a legitimação de seu extermínio no sul de Santa Catarina, durante o processo de colonização no final do século XIX e início do século XX. Para tal analise o pesquisar se utiliza de dados bibliográficos com base em fatos e entrevistas, tendo como fonte de pesquisa indispensável a obra do padre Leonir Dall’Alba intitulada Histórias do Grande Araranguá, publicada em 1997.
A análise do livro de Dall’Alba, que é constituído basicamente de entrevistas e relatos históricos obtidos em conversas com moradores antigos, se relaciona com documentos históricos relacionados ao período dos bugreiro. Assim, a análise proposta por Zanelatto, tem como finalidade interpretar as falas dos sujeitos históricos - colono, índio e bugreiro, visando contextualizar com o processo complexo de ocupação do sul Catarinenses, pelo qual foi complacente com lusos e açorianos, em seguida recebeu imigrantes europeus alemães e italianos. Por meio das narrativas o autor enfatiza a riqueza de detalhes das ações dos bugreiro, bem como a invisibilidade indígena no processo histórico Catarinense, como se houvesse literalmente uma queima de arquivo histórico, que tem como objetivo tornar invisível a existência indígena na região.
"Com o povoamento das terras catarinenses nasceram os conflitos entre brancos e índios. Os brancos formavam as chamadas tropas de brugreiros e atacavam os índios com armas de fogo. (...)a ação dos “bugreiros”, no estado de Santa Catarina, na medida em que as frentes de alemães e italianos foram avançando para o interior, encurralando os indígenas, o confronto tornou-se inevitável, surgindo assim a figura do bugreiro, indivíduo especializado em atacar e exterminar os nativos, contratado pelos colonos imigrantes e pelo governo provincial. Os bugreiros especializaram-se em ataques surpresa, arrasavam as aldeias não dando aos indígenas, chance de resistência. A maioria era aparentada entre prestar serviços às colônias e seus habitantes. Também os viajantes, tropeiros e agrimensores utilizavam-se constantemente dessas tropas para sua proteção quando necessitavam atravessar ou permanecer em território onde a presença indígena era freqüente ."

### Fundação do município
Araranguá surge na história oficial a partir de 1728 na rota dos tropeiros, com a abertura do chamado Caminho dos Conventos. O local chamado Capão da Espera - hoje distrito de Hercílio Luz - foi um lugar de pouso destes tropeiros, local onde surgiram as primeiras casas e comércios, afastando ou dizimando as populações indígenas da região.
Nos primeiros anos do século XIX, os primeiros homens foram estabelecidos no município. Procedentes de Laguna, foram inicialmente fixados na região próxima à desembocadura do rio Araranguá, formoso, calmo e fecundante curso de água. Com o passar dos anos, subiram o vale e ocorreu o surgimento das habitações primitivas, no lugar onde é hoje a sede municipal, exatamente a praça Hercílio Luz dos dias atuais.
Nesse período, Araranguá iniciou seu processo de formação administrativa. No ano de 1848 é criado o distrito de Nossa Senhora Mãe dos Homens, pela lei Provincial nº 272, de 4 de maio de 1848, subordinado ao município de Laguna. Pela lei provincial, Nossa Senhora Mãe dos Homens passou a denominar-se Campinas. No ano de 1880 a lei provincial eleva Campinas a categoria de vila com a denominação de Araranguá, desmembrando-se dos municípios de Laguna e Tubarão.
Os fatos históricos que se relacionam com a conhecida Revolução Farroupilha, deram sua contribuição, ao qual é mencionado, para aumentar a sua população, pela qual, nas últimas cinco décadas do século XIX, foram recebidos imigrantes que vieram da Europa, em sua maioria, vindos da Itália.

## Economia
A economia de Araranguá tem como principais atividades o comércio, a indústria, a agricultura e o turismo.
O comércio e a prestação de serviços públicos e privados se destaca como a principal atividade econômica do município, fazendo de Araranguá uma cidade-polo regional. O setor industrial também representa uma parcela significativa na economia local, com destaque para a indústria moveleira,metalúrgica e têxtil. O município também é referência em apicultura, tendo seu mel reconhecido entre os melhores do mundo.
A agricultura se faz presente no cultivo de arroz, milho, fumo, feijão e mandioca, sendo esta atividade uma das principais fontes de renda dos moradores das áreas rurais da cidade.
Araranguá recebe muitos turistas no verão, tanto brasileiros, quanto estrangeiros, que vão para lá buscando contemplar sua beleza natural.

## Turismo
O principal destino turístico da cidade é o balneário de Morro dos Conventos. A cidade possui um importante penhasco localizado nessa região. Ele é encimado por um farol da Marinha e um mirante e atrai grande quantidade de turistas para visitação e prática de vários esportes. Abaixo dele se encontra as famosas dunas que são conhecidas pela diversão e lazer de crianças e adultos e as belas praias araranguaenses.
A barragem entre o Rio Araranguá, que vem desde o centro da cidade até a comunidade de ilhas, e o Oceano Atlântico, é conhecida em todo o Vale e atrai muitos turistas. A comunidade de Ilhas é conhecida pelas riquezas naturais exibidas logo na sua chegada e pelo valorizado artesanato feito por moradores da localidade. Esse ponto é um dos principais alvos dos pescadores e turistas que desejam apreciar as maiores riquezas que a cidade tem a oferecer.
A cidade também possui lagoas muito bem estruturadas para banho e a prática de camping. As lagoas araranguaenses são uma boa opção para quem busca descanso e tranquilidade. Na lagoa da Serra, com 9 km² de águas mornas e azuis, é possível encontrar lebres, quero-queros, marrecos, garças e inúmeras variedades de peixes. Além dessa, o município conta ainda com as lagoas dos Bichos, do Cortado, Dourada, Mãe Luzia e do Caverá, compondo um sistema ecológico de rara beleza.

## Educação
O município contém 40 escolas de ensino fundamental, 9 escolas de ensino médio (incluindo uma da rede federal), e mais 40 Centros de Educação Infantil (CEIs), majoritariamente pertencentes ao poder municipal. 
Araranguá, na última década se tornou um novo polo educacional em Santa Catarina com a instalação de instituições públicas e privadas de ensino superior e técnico, atraindo estudantes de diversas regiões do Brasil.
As Instituições de Ensino Superior de Araranguá são:
- Universidade Federal de Santa Catarina (UFSC)
- Instituto Federal de Educação, Ciência e Tecnologia de Santa Catarina (IFSC)
- Faculdade do Vale do Araranguá (FVA)
- Universidade do Sul de Santa Catarina (Unisul)
- Universidade Norte do Paraná (Unopar)

### UFSC
Desde 2009 situa-se na cidade um campus da Universidade Federal de Santa Catarina. O Centro de Ciências, Tecnologias e Saúde possui sede nos bairros Mato Alto (pós-graduação) e Jardim das Avenidas (graduação).

### IFSC
Também está localizado em Araranguá um campus do Instituto Federal Catarinense, que oferece cursos técnicos e graduações.

## Araranguaenses famosos
- Gilberto Martinho - ator de cinema e televisão
- Aloísio dos Santos Gonçalves - futebolista brasileiro

## Esporte
No futebol, Araranguá teve seis clubes profissionais, em épocas distintas, na ordem cronológica:
- Fronteira Football Club (FFC) (anos 1920)
- Campinas Football Club (CFC) (anos 1930)
- Associação Atlética Barriga Verde de Araranguá (AABVA) (anos 1940)
- "Grêmio Esportivo Araranguaense" (GEA) (anos 1950 e 1960)
- "Grêmio Fronteira" (anos 1970)
- "Araranguá Esporte Clube"(AEC) (atual), encerrado em 1998 e retorno em 2015

## Transporte
Na área de transporte urbano, Araranguá, é atendida pela Viação Cidade Ltda, que atua em toda Araranguá, e pertence à Empresa União.
No transporte intermunicipal e/ou interestadual (rodoviário), a cidade é atendida por:
- Empresa União de Transportes (com sede na cidade)
- Empresa União Cascavel de Transporte e Turismo (com sede em Cascavel/PR)
- Empresa Santo Anjo da Guarda
- Viação Catarinense

## Comunicações

### Televisão
- TV Sul Catarinense
- TV Brasil
- NSC TV (Repetidora da Rede Globo)
- TV Catarina (repetidora da Rede Bandeirantes)
- ND (Repetidora da Rede Record)

### Rádio
- 92 (FM)
- Rádio Araranguá 95,5 (FM)
- Colibri (web rádio)

### Portais de Notícia
- W3,
- Agora
- Post TV
- Uaaau
- Smart Sistemas Ltda.